# Hans Urbanek
Hans Urbanek (* 1948 in Wien) ist ein österreichischer Dirigent und Generalmusikdirektor (GMD).

## Biographie
1948 in Wien geboren, studierte Hans Urbanek das Dirigieren an der Hochschule für Musik und Darstellende Kunst in Wien bei Hans Swarowsky und schloss das Studium 1971 ab. Sein erstes Engagement führte ihn an die Wiener Staatsoper. Ab 1972 hatte er ein langjähriges Engagement als Dirigent und Erster Kapellmeister (ab 1976) am Theater Freiburg im Breisgau. Von 1984 bis 1989 war Hans Urbanek Erster Kapellmeister und Stellvertreter des GMD am Saarländischen Staatstheater in Saarbrücken und hatte von 1987 bis 1989 als Leiter der Opernabteilung auch eine Professur an der Musikhochschule des Saarlandes. Gastspiele und Konzerte führten Hans Urbanek in dieser Zeit an zahlreiche deutsche Bühnen sowie nach Österreich, Griechenland und in die Schweiz.
Von 1989 bis 2001 war Hans Urbanek Erster Kapellmeister und Chefdirigent der Niedersächsischen Staatsoper Hannover, von 2002 bis 2005 war er Künstlerischer Leiter des Sinfonie Orchester Biel Solothurn und von 2007 bis 2010 Leiter der Meininger Hofkapelle und Generalmusikdirektor am Staatstheater Meiningen. Seitdem ist er als Gastdirigent tätig.
Hans Urbanek leitete zahlreiche Konzerte und dirigierte ein breit gefächertes Repertoire, das alle großen Opern von Wolfgang Amadeus Mozart, Giuseppe Verdi, Giacomo Puccini, Richard Wagner und Richard Strauss, sowie Uraufführungen und wesentliche Werke des 20. Jahrhunderts einschließt.

## Auszeichnungen
- Preisträger beim Dr. Karl Böhm-Dirigentenwettbewerb im Jahr 1979.
- Opernwelt: „Dirigent des Jahres 2005/06“.